# El Ramón
El Ramón är en ort i Mexiko.   Den ligger i kommunen Miahuatlán de Porfirio Díaz och delstaten Oaxaca, i den sydöstra delen av landet, 400 km sydost om huvudstaden Mexico City. El Ramón ligger 1 510 meter över havet och antalet invånare är 254.
Terrängen runt El Ramón är kuperad åt nordväst, men åt sydost är den platt. Runt El Ramón är det ganska tätbefolkat, med 60 invånare per kvadratkilometer. Närmaste större samhälle är Miahuatlán de Porfirio Díaz, 13,4 km sydost om El Ramón. I omgivningarna runt El Ramón växer huvudsakligen savannskog.